# Манхатънс
„Манхатънс“ (на английски: The Manhattans) са американска популярна R&B вокална група от град Джърси Сити, щата Ню Джърси.
Хитове като „Kiss and Say Goodbye“, записана през 1976 г., и „Shining Star“ от 1980 г., са продадени в милиони копия. Манхатънс са записали 45 хита в класацията на Billboard топ 10 R&B хита в Съединените щати. Още през 1965 г. шестнадесет от техните песни са достигнали Billboard Hot 100, включително две в топ 10, а хит номер едно за Манхатънс става песента им „Kiss and Say Goodbye“ която ги класира в осем американски R&B топ 20 албума.

## Активен период
Манхатънс е създадена в град Джърси Сити, щата Ню Джърси през 1962 г. Членовете основатели на групата са съученици в гимназиите „Тейлър“ и „Снайдер“. Първият сингъл на групата е „For the Very First Time“ издаден през
1964 г. от лейбъла Carnival Records. Продължавайки да записват успешно песни написани от различни членове на групата, през 1968 г. получават наградата „Най-обещаваща група“ от NATRA (Националната асоциация на телевизионните и радио водещите). През 1969 г. Манхатънс започват да записват в звукозаписната компания De Luxe, дъщерно дружество на King Records и тръгват на колежанското турне Kittrell College в Северна Каролина. Там се срещат с групата New Imperials и с Джералд Алстън
бивш вокалист на The Shirelles.
Манхатънс започват да записват през 70-те години с вокала Джералд Алстън, и печелят класациите през 1973 г. с песента „There's No Me Without You“. По късно излиза и най-големият им хит през март 1976 г. „Kiss and Say Goodbye“.
Групата продължава като квартет и постига нов успех през март 1980 г. с издаването на песента „Shining Star“, която достига номер 5 в Billboard Hot 100 и номер 4 в R&B класациите.
През 1983 г. Манхатънс издават албума „Forever by Your Side“ от Columbia Records, с включени в него сингълите „Crazy“ и „Forever by Your Side“. Големият успех на този албум е достигането му на номер 4 в R&B класацията в Съединените щати. Друг акцент в този албум е песента „Just the Lonely Talking Again“, написана от американския певец и текстописец Сам Дийс, която първоначално е изпълнена от Манхатънс за този албум през 1983 г. и по-късно е презаписана от Уитни Хюстън във втория ѝ студиен албум през 1987 г. По късно групата издава албума „Too Hot to Stop It“ посветен на Джордж Смит който включва песента „When We're Made as One“ първоначално записана през 1966 г.
През 1988 г. Джералд Алстън напуска Манхатънс, за да работи като солов изпълнител и реализира няколко големи R&B хита в края на 1980-те и началото на 1990-те за лейбъла Motown. След неговато напускане Роджър Харис бива назначен за нов водещ певец на групата, и започват да записват в новия лейбъл Valley Vue докато договорът им в Columbia Records изтече.
Едуард Бивинс е член-основател на Manhattans и умира на 3 декември 2014 г. на 78-годишна възраст. Той е пял във всеки хит на Manhattans от създаването на групата, написва много от техните хитове, и я ръководи до смъртта си.
Уинфред Ловет е оригиналният бас певец и текстописец на групата който умира на 9 декември 2014 г. на 78-годишна възраст. Неговият басов глас е чуван в много хитове на Манхатън, включително в хитът „Kiss and Say Goodbye".
Кенет Кели е последният оригинален член на групата. Умира на 17 февруари 2015 г. на 74-годишна възраст.
Водещият певец Джералд Алстън е единственият жив член до днес от най-добрия състав на групата. 

## Дискография
| Година | Албум                      | Чартови позиции   | Чартови позиции            | Чартови позиции        | Чартови позиции     | Чартови позиции | Чартови позиции     | Сартификати                                       | Лейбъли          |
| Година | Албум                      | Billboard 200\|US | Top R&B/Hip-Hop Albums\|US | Kent Music Report\|AUS | RPM (magazine)\|CAN | MegaCharts\|NLD | UK Albums Chart\|UK | Сартификати                                       | Лейбъли          |
| ------ | -------------------------- | ----------------- | -------------------------- | ---------------------- | ------------------- | --------------- | ------------------- | ------------------------------------------------- | ---------------- |
| 1966   | Dedicated to You           | —                 | 19                         | —                      | —                   | —               | —                   |                                                   | Carnival Records |
| 1967   | For You and Yours          | —                 | —                          | —                      | —                   | —               | —                   |                                                   | Carnival Records |
| 1970   | With These Hands           | —                 | —                          | —                      | —                   | —               | —                   |                                                   | De Luxe Records  |
| 1972   | A Million to One           | —                 | 35                         | —                      | —                   | —               | —                   |                                                   | De Luxe Records  |
| 1973   | There's No Me Without You  | 150               | 19                         | —                      | —                   | —               | —                   |                                                   | Columbia Records |
| 1974   | That's How Much I Love You | 160               | 59                         | —                      | —                   | —               | —                   |                                                   | Columbia Records |
| 1976   | The Manhattans             | 16                | 6                          | 39                     | 11                  | 3               | 37                  | - Recording Industry Association of America: Gold | Columbia Records |
| 1977   | It Feels So Good           | 68                | 12                         | —                      | 78                  | —               | —                   | - Recording Industry Association of America: Gold | Columbia Records |
| 1978   | There's No Good in Goodbye | 78                | 18                         | —                      | —                   | —               | —                   |                                                   | Columbia Records |
| 1979   | Love Talk                  | 141               | 20                         | —                      | —                   | —               | —                   |                                                   | Columbia Records |
| 1980   | After Midnight             | 24                | 4                          | —                      | 77                  | —               | —                   | - Recording Industry Association of America: Gold | Columbia Records |
| 1981   | Black Tie                  | 86                | 21                         | —                      | —                   | —               | —                   |                                                   | Columbia Records |
| 1983   | Forever by Your Side       | 104               | 17                         | —                      | —                   | —               | —                   |                                                   | Columbia Records |
| 1985   | Too Hot to Stop It         | 171               | 44                         | —                      | —                   | —               | —                   |                                                   | Columbia Records |
| 1986   | Back to Basics             | —                 | —                          | —                      | —                   | —               | —                   |                                                   | Columbia Records |
| 1989   | Sweet Talk                 | —                 | —                          | —                      | —                   | —               | —                   |                                                   | Valley Vue       |
| 1994   | Now                        | —                 | —                          | —                      | —                   | —               | —                   |                                                   | Hektoen          |
| 2001   | ...Even Now...             | —                 | —                          | —                      | —                   | —               | —                   |                                                   | Beemark          |
| 2007   | Reachin' for the Sky       | —                 | —                          | —                      | —                   | —               | —                   |                                                   | KRB Music        |
| 2008   | Men Cry Too                | —                 | —                          | —                      | —                   | —               | —                   |                                                   | S.D.E.G.         |

## Цитирани източници
1. ↑  Ризик, Крис. RIP Кенет „Уоли“ Кели от Манхатънс, раздел: Biography //   www.soultracks.com. Посетен на 24.12.2022 г. (на английски)